# Falsoxanthalia desmarestii
Falsoxanthalia desmarestii là một loài bọ cánh cứng trong họ Tetratomidae. Loài này được Latreille miêu tả khoa học năm 1807.